# Професійна спілка
Професі́йна спі́лка (профспі́лка) — добровільна неприбуткова громадська організація, галузева спілка, що об'єднує громадян, пов'язаних спільними інтересами за родом їхньої професійної (трудової) діяльності (навчання).
Професійні спілки створюються без попереднього дозволу на основі вільного вибору їхніх членів, усі професійні спілки мають рівні права.
Основне завдання профспілки - це не допустити зниження заробітної плати нижче рівня, який зазвичай підтримується в різноманітних галузях промисловості. Тобто вони хочуть запобігти падінню ціни робочої сили нижче її вартості.
В ЄС середній відсоток робітників у профспілках становить 22 %. Доля робітників сильно варіює у розвинутих країнах: у країнах Північної Європи (Фінляндія — 79 %, Данія — 77 %), від однієї чверті до третини в Італії (33 % у 2009 році), Великій Британії (28 %) та Канаді (29,4 %), менше однієї п'ятої в Німеччині (19,9 %), Японії (19,8 %), Австралії (18,5 %) і у Франції — (7,8 %).

## Історія
Робітничі ради (англ. Trade-Unions, нім. Gewerkvereine, фр. Syndicats ouvriers) виникли у XIX ст. у процесі боротьби пролетаріату проти капіталістичної експлуатації. Батьківщиною робітничих рад є Англія, де вони стали виникати із середини XVIII ст. Більшість тред-юніонів із 1899 р. були об'єднані «Загальною федерацією трейд-юніонів».
1868 року був сформований Конгрес тред-юніонів (англ. Trades Union Congress), який з тих пір є головним координуючим органом профспілкового руху.
До 1920 року в профспілках Великої Британії перебувало близько 60 % усіх працівників країни.
Професійні спілки отримали своє широке визнання по всьому світу.
Так, наприклад, професійні робітничі ради у США були організовані за типом англійських. Першим професійним об'єднанням була організація Лицарі праці, що виникла у 1869 році, однак на початок двадцятого століття занепала, після чого на перше місце вийшла «Американська федерація праці» (АФП).
У Німеччині в 1860-х роках існувало декілька типів робітничих рад: соціал-демократичні ради (нім. Gewerkschaften); Гірш-Дункерівські ради (англ. Gewerkvereine), пов'язані з партією вільномислячих; християнські (католицькі та євангелістські) ради робітників.
У Франції ради робітників дістали можливість вільно розвиватися лише за Третьої республіки. В 1904 році у країні нараховувалося 4227 робітничих синдикатів із 715 тис. членів. В 1906 році, на хвилі підйому профспілкового руху, була прийнята Амєнська хартія, яка закликала до непримиримої боротьби між пролетаріатом і буржуазією: профспілки визнавалися єдиною прийнятною формою об'єднання робітників, декларувалася відмова від участі в політичній (парламентській) боротьбі, а загальний страйк визнавався єдиним можливим способом знищення капіталістичного устрою.